# Mauro Vajani
Mauro Vajani, spesso riportato come Vaiani (Livorno, 16 novembre 1940 – Lucca, 6 agosto 2022), è stato un calciatore italiano, di ruolo centrocampista.

## Carriera

### Club
Giocò per Rosignano Sei Rose, Empoli, Ternana e Torres in Serie C, per poi passare nel 1966 al Catania, appena retrocesso in Serie B.
Con gli etnei Vaiani disputò 4 campionati da titolare in Serie B, l'ultimo dei quali concluso con la promozione in massima serie. Restò, sia pur da rincalzo, in Sicilia anche nella stagione successiva, chiusa all'ultimo posto, esordendo in Serie A il 27 settembre 1970, nella sconfitta casalinga per 0-1 contro la Juventus, totalizzando complessivamente 8 presenze e andando a segno in occasione del successo interno sulla Lazio. Fu uno dei primi casi di cui si dovette occupare l'Associazione Italiana Calciatori, quando fu deferito in seguito ad una lite con il presidente del Catania Angelo Massimino e licenziato con una lettera affissa alle pareti dello spogliatoio. Secondo quanto dichiarò l'avvocato Sergio Campana, il presidente della società proibì al giocatore anche di allenarsi.
Proseguì quindi in Serie C con Prato e Livorno. Dopo l'esperienza livornese rifiutò una proposta dai belgi dello Charleroi e chiuse la carriera.
In carriera ha totalizzato complessivamente 8 presenze ed una rete in Serie A e 136 presenze e 3 reti in Serie B.

## Palmarès

### Club

#### Competizioni nazionali
- Serie D: 1

Rosignano Sei Rose: 1961-1962